# Zlatá liga

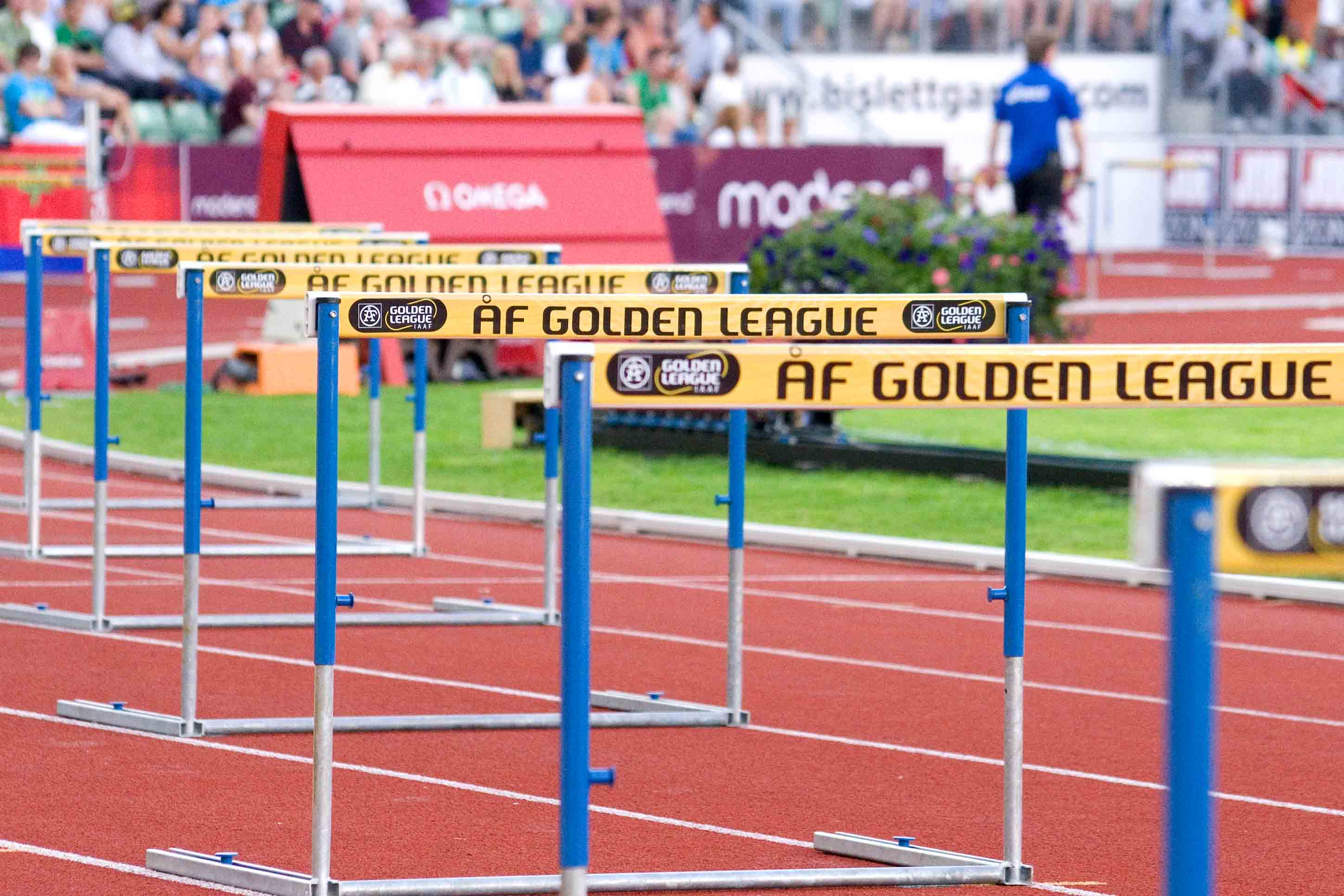
Překážky na Bislett Games, jednom z mítinků Zlaté ligy

Zlatá liga (anglicky IAAF Golden League) byl prestižní atletický seriál pořádaný mezinárodní atletickou federací IAAF v letech 1998 až 2009. Vítězové všech mítinků si mezi sebou dělili jackpot ve výši jednoho milionu dolarů. Od roku 2006 se tento milion dělil na dvě části: první polovinu si rozdělili všichni účastníci s pěti vítězstvími, druhou pak absolutní vítězové.

## Mítinky Zlaté ligy
| Mítink               | Stadion                 | Město       | Stát      |
| -------------------- | ----------------------- | ----------- | --------- |
| ISTAF                | Olympiastadion Berlín   | Berlín      | Německo   |
| Bislett Games        | Bislett Stadion         | Oslo        | Norsko    |
| Golden Gala          | Stadio Olimpico         | Řím         | Itálie    |
| Meeting de Paris     | Stade de France         | Saint-Denis | Francie   |
| Weltklasse Zürich    | Letzigrund              | Curych      | Švýcarsko |
| Memoriál Van Dammeho | Stadion krále Baudouina | Brusel      | Belgie    |

Od roku 2010 byla nahrazena novým seriálem Diamantové ligy.

## Vítězové
| Rok             | Atlet nebo atletka       | Disciplína            |
| --------------- | ------------------------ | --------------------- |
| Zlatá liga 1998 | Marion Jonesová          | 100 m                 |
|                 | Haile Gebrselassie       | 3000 / 5000 m         |
|                 | Hišám Al-Karúdž          | 1500 m                |
| Zlatá liga 1999 | Gabriela Szabóová        | 3000 m                |
|                 | Wilson Kipketer          | 800 m                 |
| Zlatá liga 2000 | Gail Deversová           | 100 m přek.           |
|                 | Hišám Al-Karúdž          | 1500 m/mile           |
|                 | Maurice Greene           | 100 m                 |
|                 | Trine Hattestadová       | oštěp                 |
|                 | Taťjana Kotovová         | dálka                 |
| Zlatá liga 2001 | André Bucher             | 800 m                 |
|                 | Hišám Al-Karúdž          | 1500m / mile / 2000 m |
|                 | Allen Johnson            | 110 m přek.           |
|                 | Marion Jonesová          | 100m                  |
|                 | Violeta Szekely          | 1500m                 |
|                 | Olga Jegorovová          | 3000m/5000 m          |
| Zlatá liga 2002 | Hišám Al-Karúdž          | 1500 m                |
|                 | Ana Guevaraová           | 400 m                 |
|                 | Marion Jonesová          | 100 m                 |
|                 | Félix Sánchez            | 400 m přek.           |
| Zlatá liga 2003 | Maria Mutolaová          | 800 m                 |
| Zlatá liga 2004 | Christian Olsson         | trojskok              |
|                 | Tonique Williams-Darling | 400 m                 |
| Zlatá liga 2005 | Taťjana Lebeděvová       | trojskok              |
| Zlatá liga 2006 | Asafa Powell             | 100 m                 |
|                 | Jeremy Wariner           | 400 m                 |
|                 | Sanya Richardsová        | 400 m                 |
| Zlatá liga 2007 | Sanya Richardsová        | 400 m                 |
|                 | Jelena Isinbajevová      | tyč                   |
| Zlatá liga 2008 | Pamela Jelimová          | 800 m                 |
| Zlatá liga 2009 | Jelena Isinbajevová      | tyč                   |
|                 | Sanya Richardsová        | 400 m                 |
|                 | Kenenisa Bekele          | 10000 m               |